# Мадянов, Роман Сергеевич
Рома́н Серге́евич Мадя́нов (22 июля 1962, Дедовск, Московская область — 25 сентября 2024, Бояркино, Московская область) — советский и российский актёр театра и кино. Заслуженный артист Российской Федерации (1995).
Пятикратный лауреат премии «Ника» за лучшую мужскую роль второго плана, трёхкратный лауреат премии «Золотой орёл»: за лучшую мужскую роль (фильм «12») и за лучшую мужскую роль второго плана (фильмы «Левиафан», «Любовь Советского Союза»).
Младший брат актёра Вадима Мадянова.

## Биография
Роман Мадянов родился 22 июля 1962 года в городе Дедовске Московской области.
Мать, Антонина Михайловна, работала библиотекарем. Отец, Сергей Вениаминович, работал режиссёром на телевидении и брал с собой на работу Романа и его старшего брата Вадима. Здесь он был замечен ассистентами режиссёров и дебютировал в кино в 1971 году в эпизоде в фильме «Перевод с английского».
В 1972 году Мадянов снялся в главной роли Гекльберри Финна в картине Георгия Данелии «Совсем пропащий» (по мотивам романа Марка Твена). В школьные годы Роман Мадянов снялся также в лентах «Анискин и Фантомас», «Весенние перевёртыши» и «Всё дело в брате».
В 1984 году Мадянов окончил Государственный институт театрального искусства (ГИТИС) (курс О. Я. Ремеза), сыграв в дипломном спектакле у режиссёра Камы Гинкаса. Ещё студентом начал играть в Московском театре имени Маяковского.
В 1985 году был призван в ряды Советской армии, служил в войсках ракетно-космической обороны.
После службы, в 1987 году, вернулся в театр. В 2002 году перестал работать в театре через некоторое время после смерти Андрея Александровича Гончарова в 2001 году, который принял его на работу. В штате театра Мадянов числился до февраля 2023 года. Сыграл около тридцати ролей — в том числе и в таких спектаклях, как «В кольце тишины» (Грибов), «Закат» (Лёвка), «Горбун» (Онек), «Банкрот» (Подхалюзин), «Дети Ванюшина» (Ванюшин), «Наливные яблоки, или Правда — хорошо…» (Сила Ерофеич, зазывала), «Валенсианские безумцы» (Мартин), «Розенкранц и Гильденстерн мертвы» (Клавдий), «Жертва века» (Дергачёв) и «Театральный романс» (Яблоков).
В 1989 году Мадянов вернулся в кино (фильм Леонида Иовича Гайдая «Частный детектив, или Операция «Кооперация»»), и с тех пор много снимался в кинофильмах и телесериалах. Характерный актёр.
Участвовал также в съёмках киножурнала «Ералаш» и ряда рекламных роликов.
В 2002 году принял участие в благотворительном спецвыпуске телеигры «Слабое звено» (результат — победа, выигрыш — 402 тысячи рублей). Неоднократно посещал программу «Смак».

## Смерть
Скончался 25 сентября 2024 года на 63-м году жизни у себя дома в деревне Бояркино Раменского района Московской области. Причина смерти — рак лёгкого. Болезнь была выявлена в 2020 году.
Церемония прощания состоялась 27 сентября в соборе Архангела Михаила подмосковного города Бронницы.
Похоронен на кладбище в селе Малахово Раменского района Московской области.
24 марта 2025 года посмертно награждён премией «Ника» за лучшие роли второго плана. Торжественная церемония вручения кинематографической премии состоялась в московском театре «Маска».

## Личная жизнь
Супруга — Наталья, сын — Роман.

## Общественная позиция
Поддерживал вторжение России в Украину. Осудил артистов, покинувших Россию из-за войны.

## Творчество

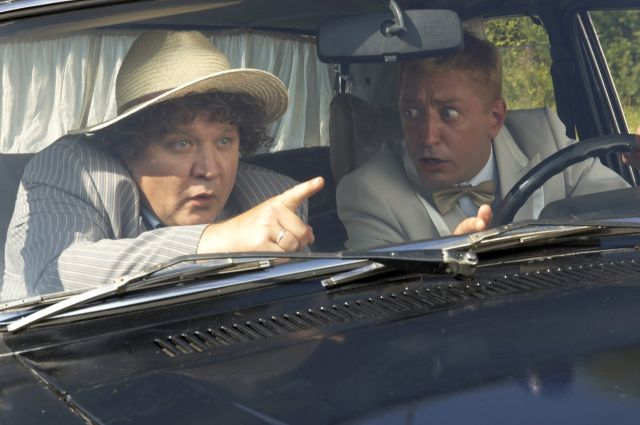
Съёмки кинокомедии «Святое дело»

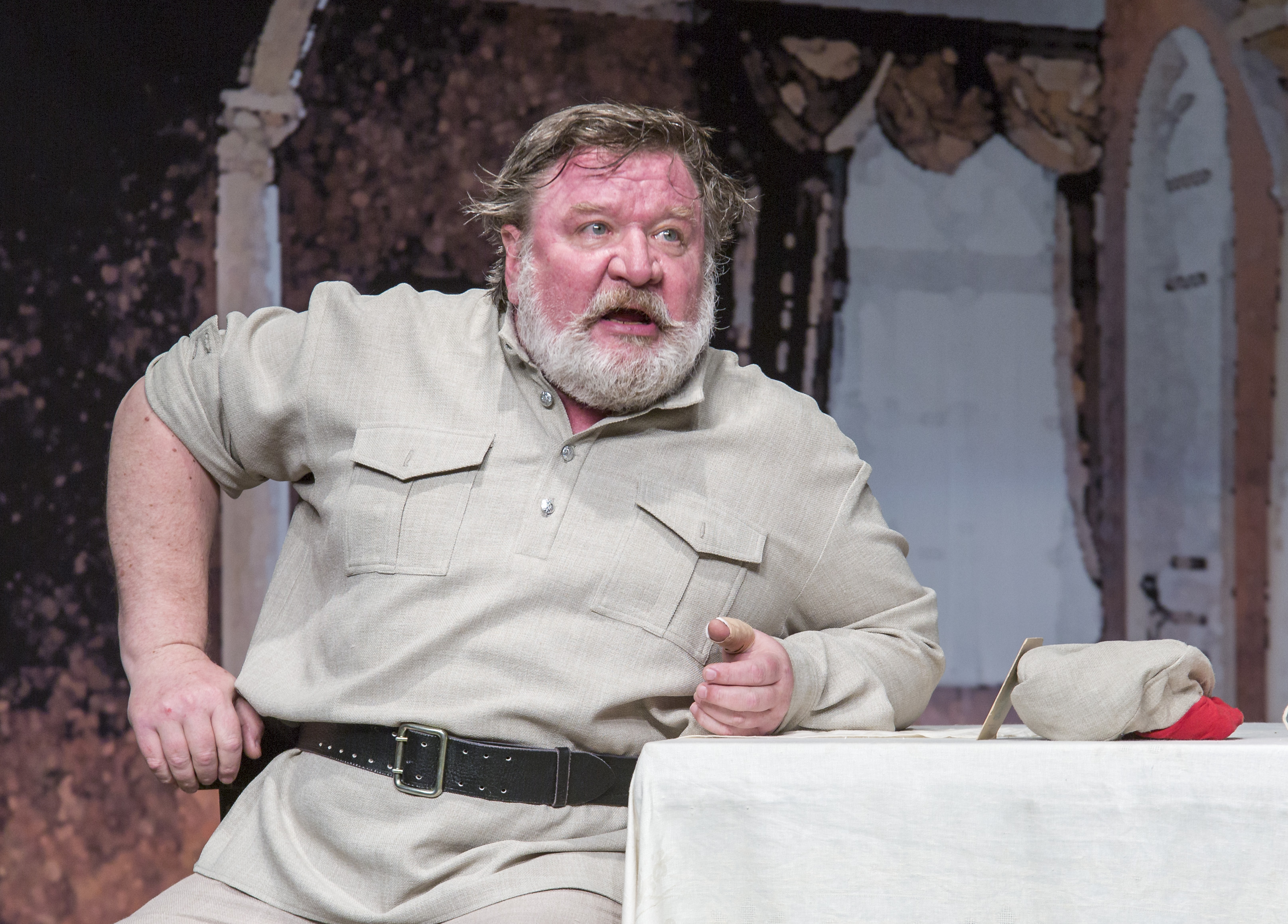
Роман Мадянов в спектакле «Правда — хорошо, а счастье лучше». Израиль, 2017 год

### Роли в театре
Московский академический театр имени Владимира Маяковского (1987—2002, числился до 2023 года)
- «Жертва века» А. Н. Островского (режиссёр: А. А. Гончаров) — Дёргачёв
- «Дети Ванюшина» С. А. Найдёнова — Ванюшин
- «Театральный романс» А. Н. Толстого — Яблоков
- «Иван-царевич» — царь Агей / Иван-царевич
- «Блондинка» — Филимонов
- «В кольце тишины» — Грибов
- «Закат» — Лёвка
- «Подземный переход» — Сайка
- «Ящерица» — Красноречивый
- «Агент 00» — Начтех
- «Розенкранц и Гильденстерн мертвы» Тома Стоппарда — Клавдий
- «Валенсианские безумцы» — Мартин
- «Да здравствует королева, виват!» — Де Квадра
- «Горбун» — Онек
- «Входит свободный человек» — Харри
- «Люди и мыши»
- «Куба — любовь моя» — Калина
- «Клинический случай» — Хьюберт Бонни
- «Свои люди» — Лазар Елизарович

### Роли в кино
- 1972 — Перевод с английского — школьник
- 1973 — Совсем пропащий — Гек Финн
- 1974 — Анискин и Фантомас — Ромка
- 1974 — Весенние перевёртыши — Дюшка Тягунов
- 1974 — Пусть он останется с нами — Димка
- 1976 — Длинное, длинное дело… — Антон, сын Лужина
- 1976 — Додумался, поздравляю! — Лаврик
- 1976 — Всё дело в брате — Фрол Калиткин
- 1976 — Кадкина всякий знает — Дмитрий
- 1978 — След на земле — Карнавин-младший
- 1989 — Ноктюрн 1931 года (короткометражка) — Агранов, следователь
- 1989 — Частный детектив, или Операция «Кооперация» — Виктор Петрович
- 1990 — Паспорт — гражданин в аэропорту
- 1991 — Игра на миллионы — скрипач
- 1992 — Коля, Зина и Каёдза — сосед
- 1993 — Ваши пальцы пахнут ладаном — Ванька-китаец
- 1993 — Настя — Моргунин (в титрах — Роман Модянов)
- 1993 — Троцкий — Михаил Фрунзе
- 1995 — Мелкий бес — Черепнин
- 1995 — Орёл и решка — муж Климовой
- 1995 — Роковые яйца — кот Бегемот
- 1996 — Клубничка — Петя Иволгин
- 1996 — Любовники умирают — жених
- 1997 — Бедная Саша — прапорщик, тюремный охранник
- 1998 — Самозванцы — шофёр
- 1998 — Сочинение ко Дню Победы — «Чубайс»
- 1999 — Досье детектива Дубровского — Левчуков, телохранитель Шнуркова (убит Феликсом и Черкесом в пятнадцатой серии)
- 1999 — Мама — сержант
- 1999 — Женщин обижать не рекомендуется — Ржавичев
- 2000 — Марш Турецкого — Андрей Петрович
- 2000 — Москва — гость на свадьбе
- 2001 — Гражданин начальник — Леонард Леонидович Анциферов, прокурор города, связанный с мафией; с одиннадцатой серии — хозяин ресторана «У Леонарда» (серии № 1, 3-5, 7-9, 11-12)
- 2001 — Дальнобойщики (пятая серия «Дочь олигарха») — начальник конторы
- 2001 — Дракоша и компания — пожарный Долгопрудный
- 2001 — Мамука — бизнесмен
- 2001 — Московские окна — тамада
- 2001 — Нина (третья серия) — следователь
- 2002 — Жизнь забавами полна — Эдик, муж Ларисы
- 2002 — Кодекс чести — Тюрин, полковник
- 2002 — Конференция маньяков — Грудастый, полковник
- 2002 — Копейка — работник ОВИРа / КГБ-шник / милиционер / редактор / алкаш
- 2002 — Русские амазонки — Сергей, отец Лёши
- 2002 — Следствие ведут ЗнаТоКи. Пуд золота — Жбанов
- 2002 — Убойная сила — Левашов
- 2002 — 2006 — Сыщики — Игорь Ильич Корюшко (серия «Страсть») / генерал Павел Александрович Шугаев (пятый сезон)
- 2003 — Москва. Центральный округ — Олег
- 2003 — Невеста по почте / Mail Order Bride — игрок в карты
- 2003 — Стилет 2 — «новый русский»
- 2003 — Убить вечер — муж дамы в магазине
- 2003 — Участок — Андрей Ильич Шаров
- 2003 — Пятый ангел — полковник милиции
- 2003 — Бедная Настя — Юрий Заморёнов
- 2004 — Штрафбат — майор Харченко, начальник особого отдела дивизии
- 2004 — Дети Арбата — Марк Рязанов
- 2004 — Кожа саламандры — Гололобов
- 2004 — Потерявшие солнце — Сергеев
- 2004 — Даша Васильева 3. Не секретные материалы — Феликс Крылов
- 2004 — Одинокое небо — участковый Стручков
- 2004 — Узкий мост — Лёня
- 2004 — Формула — Елизаров
- 2004 — На Верхней Масловке — водитель такси
- 2004 — Афромосквич — ворюга
- 2004 — 2006, 2013 — Солдаты 1—2, 6—10, 17 — майор / подполковник / полковник Виктор Романович Колобков
- 2005 — Дело о «Мёртвых душах» — почтмейстер Иван Кузьмич Шпекин
- 2005 — Есенин — Сергей Киров
- 2005 — Верёвка из песка — авторитет
- 2005 — Нечаянная радость — Пяткин
- 2005 — Ой, мороз, мороз! — Борис Петрович, милиционер
- 2005 — Сумасшедший день — Пётр Вальдемарович
- 2005 — Охота на изюбря — Федякин
- 2005 — Карусель — Жбанник
- 2005 — Продаётся дача — Антон
- 2005 — Страсти по кино, или Господа киношники — Пётр Вальдемарович Стасовский
- 2006 — Вдох-выдох — клиент в баре
- 2006 — В круге первом — Абакумов, министр МГБ
- 2006 — Большие девочки — прапорщик Виктор
- 2006 — Заколдованный участок — Андрей Ильич Шаров
- 2006 — Четыре таксиста и собака 2 — Альфред Романович Угрюмов
- 2006 — Петя Великолепный — Железняк
- 2006 — День денег — Зубр
- 2007 — Карнавальная ночь 2, или 50 лет спустя — господин Колян
- 2007 — Не было бы счастья… — Юра, сосед Лоры
- 2007 — 12 — присяжный № 12
- 2007 — Королёв — Иван Клеймёнов
- 2007 — Хранить вечно — Абакумов, министр МГБ
- 2007 — Святое дело — Николай Мудрак, руководитель районного масштаба
- 2007 — 07-й меняет курс — майор Константинов
- 2007 — Колобков. Настоящий полковник —  Виктор Романович Колобков
- 2007 — Отец — Харитон
- 2007 — Ирония судьбы. Продолжение — майор милиции Мамонтов
- 2007 — На пути к сердцу — Александр Иванович Балашов
- 2007 — Завещание Ленина — Евсей Антонович, пристав
- 2008 — Пассажирка — старший офицер
- 2008 — Два цвета страсти — Денис Иванович Вахрушев
- 2008 — Наследство — Кирьянов
- 2008 — Дикое поле — милиционер Рябов
- 2008 — Человек без пистолета — Маморин, капитан, старший следователь
- 2009 — Каникулы строгого режима — «Клык»
- 2009 — Петя по дороге в Царствие Небесное — Богуславский
- 2009 — Синдром Феникса — сосед Татьяны
- 2009 — Исаев — атаман Семёнов
- 2009 — История лётчика — «Шелыгин»
- 2009 — Московский дворик — староста
- 2010 — Наша Russia. Яйца судьбы — Олег Робертович Жеванков, олигарх
- 2010 — Гаражи — сторож гаражного кооператива Павел Юрьевич Ёркин
- 2010 — Достоевский — издатель Фёдор Тимофеевич Стелловский
- 2010 — Зоя — майор Пыльнов
- 2010 — Доктор Тырса — Кирилл Яковлевич Бондарь
- 2010 — Французский доктор — Валерий Савинкин, одноклассник Андрея Морозова
- 2010 — Классные мужики — Борис Филиппович Семёнов
- 2010 — Выкрутасы — инспектор ДПС
- 2011 — All inclusive, или Всё включено — олигарх Эдуард Петрович Будко
- 2011 — Бабло — полковник милиции Василий Петрович Колыванов
- 2011 — Раскол — боярин Борис Иванович Морозов
- 2011 — Утомлённые солнцем 2: Цитадель — генерал-майор Мележко
- 2011 — Только любовь — Пётр Сергеевич
- 2011 — Жила-была одна баба — Баранчик, свёкор Варвары
- 2011 — Жена генерала — Николай, уполномоченный
- 2011 — Папаши — Василий Тучков
- 2011 — Ёлки 2 — сотрудник ГИБДД
- 2011 — Откровения — Горюнов (серия № 3 «Лифт»)
- 2011 — Год белого слона — домовой Кирпоша
- 2012 — Сёстры Королёвы — Роман Григорьевич Спирин, конкурент Королёва
- 2012 — Три товарища — Степан
- 2012 — Мосгаз — директор театра Эдуард Максимович
- 2012 — Праздник взаперти — Юрий Львович, босс
- 2012 — Красотка — Волков
- 2013 — Всё включено 2 — олигарх Эдуард Петрович Будко
- 2013 — Куприн — Слива, капитан
- 2013 — Легенда №17 — Владимир Альфер
- 2013 — Частное пионерское — сторож городского приёмника для бродячих животных
- 2014 — Инквизитор — Иван Лосев
- 2014 — Левиафан — мэр города Прибрежный Вадим Сергеевич Шелевят
- 2014 — Поддубный — директор цирка Твердохлебов
- 2014 — След тигра — Скачков, майор, начальник местного отдела полиции
- 2015 — Орлова и Александров — Игорь Ильинский
- 2015 — Великая — граф Александр Иванович Шувалов
- 2015 — Срочно выйду замуж — Паршин
- 2015 — Человек без прошлого — Вениамин Андреевич Тарасов, кандидат в мэры
- 2015 — СуперБобровы — Борис Алексеевич Бобров
- 2015 — Седьмая руна — Иван Николаевич Пекарский, прокурор города Заозёрск
- 2016 — Страна чудес — Виктор Иванович Рыжухин, глава администрации города Чудесный
- 2016 — Монах и бес — архиерей
- 2016 — Выйти замуж за Пушкина — Виталий Михайлович Сазонов, отец Лены
- 2016 — Жених — генерал
- 2016 — Саша добрый, Саша злой — майор Александр Александрович Шестопалов, оперуполномоченный полиции
- 2016 — Право на ошибку — Валера
- 2017 — Вурдалаки — Парамон
- 2017 — Жили-были — Лёха
- 2017 — Одноклассницы: Новый поворот — отец Даши
- 2017 — Торгсин — Боков, приёмщик скупки «Торгсина»
- 2017 — Проценты (короткометражка) — взрослый Владимир
- 2017 — Хождение по мукам — Оловянников
- 2017 — Пурга — Дед Мороз
- 2018 — СуперБобровы. Народные мстители — Борис Алексеевич Бобров
- 2018 — Всё или ничего — Валерий
- 2018 — Смысл жизни — взрослый Владимир
- 2018 — Домашний арест — Виктор Степанович, губернатор области
- 2018 — Теория вероятности — Михаил Анатольевич
- 2018 — Доктор Рихтер 2 — отец Тёмы
- 2019 — Команда мечты — Виктор Суров
- 2019 — Француз — Чухновский
- 2019 — Одесский пароход — Василий Иванович, председательствующий
- 2020 — Зулейха открывает глаза — Зиновий Кузнец
- 2020 — Подольские курсанты — генерал-майор Смирнов
- 2020 — Процесс (короткометражка) — прокурор
- 2020 — Про Лёлю и Миньку — начальник отца
- 2020 — Тайна — Василий Сахаров
- 2021 — БУМЕРанг — пастор
- 2021 — Угрюм-река — Яков Куприянов
- 2021 — Рашн Юг — Пётр Иванович
- 2021 — Совершенно летние — Пётр Иванович
- 2021 — Бессмертные — Калягин
- 2021 — Нефутбол — Палыч, директор завода
- 2021 — Динозавр — Фоменко
- 2021 — Флэшмоб — Роман
- 2022 — День слепого Валентина — папа Тани и Маши
- 2022 — Запасный выход — Николай Иванович Кедров
- 2022 — Мой папа — вождь — Мормышкин, партнёр мэра
- 2022 — Чук и Гек. Большое приключение — опоздавший гражданин
- 2022 — Предпоследняя инстанция — Фёдор
- 2022 — Союз Спасения. Время гнева — граф Алексей Андреевич Аракчеев
- 2022 — Исправление и наказание — отец Павел, духовный наставник отца Михаила
- 2022 — 2023 — Алла-такси — Урбанас
- 2022 — Наследство — Палыч
- 2023 — Шаляпин — Михаил Лентовский
- 2023 — Гардемарины 1787. Война — контр-адмирал Мордвинов
- 2023 — Ласт квест — Валерий
- 2023 — По щучьему велению — царь Феофан
- 2024 — Битва пап — Кузьмич
- 2024 — Склифосовский 11 — главный врач
- 2024 — Минута тишины (сериал) — Забелин
- 2024 — Любовь Советского Союза — Николай Кононыхин, начальник Главного управления театров
- 2025 — Август — Алексей Егоров, генерал-лейтенант
- 2025 — Злые люди — Блинов, владелец Неклюдовских мельниц
- 202? — Куколка — Николай Шумилов
- 202? — Монохром — полковник

### Телеспектакли
- 1990 — Завтра была война (фильм-спектакль)
- 1991 — Преступление актрисы Марыськиной (фильм-спектакль) — автор

### Киножурнал «Ералаш»
- 2000 — выпуск № 140 (сюжет «Неприятное известие»)[20] — папа Кати
- 2004 — выпуск № 172 (сюжет «Обычный день»)[21] — оператор
- 2004 — выпуск № 178 (сюжет «Классное сражение»)[22] — учитель истории / Кутузов

### Киножурнал «Фитиль»
- 2005 — выпуск № 34 (новелла «Дембельский аккорд») — полковник / генерал-майор
- 2005 — выпуск № 35 (новелла «По собственной цене») — директор
- 2005 — выпуск № 48 (новелла «Скачки»)

### Озвучивание мультфильмов
- 2005 — Удивительные приключения Хомы (мультсериал, серия «Как Хома свою нору искал») — Енот / Лось
- 2013 — Приключения «Котобоя»: Путешествие на Северный Полюс — Котаускас

## Документальные фильмы и телепередачи
- 2017 — «Раскрывая тайны звёзд. Роман Мадянов» («Москва Доверие»)[23].
- 2018 — «Судьба человека. Роман Мадянов» («Россия 1»)
- 2021 — «Роман Мадянов. С купеческим размахом» («Первый канал»)[24].
- 2022 — «Мой герой. Роман Мадянов» («ТВ Центр»).

## Реклама
- Пиво «Толстяк» с Александром Семчевым.
- Маргарин «Рама» (в роли пекаря).